# Реклін
Реклін (пол. Reklin) — село в Польщі, у гміні Седлець Вольштинського повіту Великопольського воєводства.
Населення — 239 осіб (2011).
У 1975-1998 роках село належало до Зеленоґурського воєводства.

## Демографія
Демографічна структура станом на 31 березня 2011 року:
|          | Загалом | Допрацездатний вік | Працездатний вік | Постпрацездатний вік |
| -------- | ------- | ------------------ | ---------------- | -------------------- |
| Чоловіки | 115     | 23                 | 85               | 7                    |
| Жінки    | 124     | 21                 | 78               | 25                   |
| Разом    | 239     | 44                 | 163              | 32                   |